# Okolo Slovenska 2021
65. ročník etapového cyklistického závodu Okolo Slovenska se konal mezi 15. a 19. zářím 2021. Celkovým vítězem se stal Slovák Peter Sagan z týmu Bora–Hansgrohe. Na druhém a třetím místě se umístili obhájce vítězství, Němec Jannik Steimle (Deceuninck–Quick-Step), a Nizozemec Cees Bol (Team DSM).

## Týmy
Závodu se zúčastnilo 7 UCI WorldTeamů, 5 UCI ProTeamů, 8 UCI Continental týmů a slovenský národní tým. Všechny týmy nastoupily na start se sedmi jezdci kromě týmů Adria Mobil s šesti jezdci a týmu Cycling Team Friuli ASD s pěti jezdci, na start se celkem postavilo 144 jezdců. Do cíle v Trnavě dojelo 105 jezdců.
UCI WorldTeamy
- Astana–Premier Tech
- Bora–Hansgrohe
- Deceuninck–Quick-Step
- Israel Start-Up Nation
- Team BikeExchange
- Team DSM
- Team Qhubeka NextHash

UCI ProTeamy
- Bardiani–CSF–Faizanè
- Equipo Kern Pharma
- Gazprom–RusVelo
- Team Novo Nordisk
- Uno-X Pro Cycling Team

UCI Continental týmy
- Adria Mobil
- Cycling Academy Trenčín
- Cycling Team Friuli ASD
- Dukla Banská Bystrica
- Elkov–Kasper
- HRE Mazowsze Serce Polski
- Maloja Pushbikers
- Topforex–ATT Investments

Národní týmy
- Slovensko

## Trasa a etapy
| Etapa         | Datum         | Trasa                           | Vzdálenost | Typ      | Typ                  | Vítěz                      |          |
| ------------- | ------------- | ------------------------------- | ---------- | -------- | -------------------- | -------------------------- | -------- |
| P             | 15. září      | Košice                          | 1,6 km     |          | Individuální časovka | Kaden Groves (AUS)         |          |
| 1             | 16. září      | Košice - Košice                 | 158,4 km   |          | Zvlněná etapa        | Álvaro Hodeg (COL)         |          |
| 2             | 17. září      | Spišské Podhradie - Dolný Kubín | 179,7 km   |          | Horská etapa         | Jannik Steimle (GER)       |          |
| 3             | 18. září      | Dolný Kubín - Považská Bystrica | 193,2 km   |          | Zvlněná etapa        | Kristoffer Halvorsen (NOR) |          |
| 4             | 19. září      | Trenčianske Teplice - Trnava    | 159,2 km   |          | Rovinatá etapa       | Itamar Einhorn (ISR)       |          |
| Celková délka | Celková délka | Celková délka                   | 692,1 km   | 692,1 km | 692,1 km             | 692,1 km                   | 692,1 km |

## Průběžné pořadí
| Etapa          | Vítěz                | Celkové pořadí | Bodovací soutěž | Vrchařská soutěž | Soutěž mladých jezdců | Soutěž slovenských jezdců | Soutěž týmů           | Cena bojovnosti |
| -------------- | -------------------- | -------------- | --------------- | ---------------- | --------------------- | ------------------------- | --------------------- | --------------- |
| P              | Kaden Groves         | Kaden Groves   | neuděleno       | neuděleno        | Julius Johansen       | Peter Sagan               | Deceuninck–Quick-Step | neuděleno       |
| 1              | Álvaro Hodeg         | Álvaro Hodeg   | Eirik Lunder    | Andrea Garosio   | Eirik Lunder          | Peter Sagan               | Deceuninck–Quick-Step | Jaime Castrillo |
| 2              | Jannik Steimle       | Álvaro Hodeg   | Álvaro Hodeg    | Andrea Garosio   | Eirik Lunder          | Peter Sagan               | Team DSM              | Jakub Otruba    |
| 3              | Kristoffer Halvorsen | Peter Sagan    | Peter Sagan     | Andrea Garosio   | Eirik Lunder          | Peter Sagan               | Team DSM              | Matěj Zahálka   |
| 4              | Itamar Einhorn       | Peter Sagan    | Peter Sagan     | Andrea Garosio   | Idar Andersen         | Peter Sagan               | Team DSM              | Daniel Oss      |
| Konečné pořadí | Konečné pořadí       | Peter Sagan    | Peter Sagan     | Andrea Garosio   | Idar Andersen         | Peter Sagan               | Team DSM              | Andrea Garosio  |